# Symfonie nr. 16 (Brian)
Symfonie nr. 16 is een symfonie van Havergal Brian, voltooid midden 1960. Het werk is geschreven voor symfonieorkest.

## Geschiedenis
Brian is bekend vanwege zijn grote bijdragen in het genre symfonie; hij componeerde er 32. in het begin van zijn carrière volgden ze langzaam achter elkaar, maar vanaf 1959 tot 1961 componeerde hij er zeven. Symfonie 16 zit daar tussen. Voor en tijdens het componeren van nr. 16 bevond Brian zich onder invloed van Herodotus' verslag van de Slag van Thermopylae.

## Muziek
De eendelige symfonie valt uiteen in een aantal secties, die naadloos op elkaar aansluiten. (1) lento, (2) allegro, (3) een soort passacaglia, (4) lento dolce e cantabile, (5) allegro assai en (6) maestoso ma largo e crescendo.

De symfonieën van Brian kennen vaak geen klassieke structuur van een symfonie. Het zijn vaak composities die bestaan uit fragmenten die aaneengeschakeld zijn. In deze symfonie zitten duidelijk meer herhalingen dan bijvoorbeeld in zijn Symfonie nr. 16, toch verschilt de opzet van beide symfonieën nauwelijks. Door de link met de slag waarbij Xerxes I ten onderging klinkt het alsof er meer marsmuziek in opgenomen is in dit werk, maar dat is nauwelijks waarneembaar. Het eind is zoals bekend van Brian. De compositie houdt na een lang crescendo op omdat het kennelijk toevallig de grondtoon bevat, maar men kan de symfonie in gedachten voortzetten.

## Orkestratie
- 4 dwarsfluiten waaronder 1 piccolo; 3 hobo's, cor anglais, 3 klarinetten, basklarinet, 4 fagotten waaronder 1 contrafagot;
- 6 hoorns, 4 trompetten, 3 trombones, tuba; eufonium
- pauken, tamboerijn, triangel, bekkens, gong, castagnetten, grote trom, 3 side drums, xylofoon, glockenspiel, 2 harpen; celesta;
- strijkers.

## Uitvoeringen
Net als zijn 6e symfonie is ze niet vaak uitgevoerd. De site gewijd aan de beetje obscure componist komt tot slechts eenmaal. Weliswaar waren er radio-opnamen en een opname voor de elpee op respectievelijk 1 april en 10 april 1973; een publieke uitvoering vond pas plaats op 5 augustus 1994. De eerste openbare uitvoering vond plaats door het London Orchestra of St. Cecilia o.l.v. Mark Kelleher. Deze laatste uitvoering werd geplaagd door de toestand waarin de partituur zich bevond; plaats van Royal College of Music, Londen.

## Opname
De Lyrita-opname op zich heeft haar eigen verhaal. Opgenomen in 1973 werd de elpee in 1975 uitgegeven. Door de komst van de compact disc verdween die echter. Toen Lyrita met de cd-versies van de albums begon ging het platenlabel failliet. In 2008 volgde dan uiteindelijk een release, samen met zijn Symfonie nr. 6, vergezeld door Cookes derde.
Symfonie nr. 1 "Gotische"  · 2 · 3 · 4 · 5 · 6 · 7 · 8 · 9 · 10 · 11 · 12 · 13 · 14 · 15 · 16 · 17 · 18 · 19 · 20 · 21 · 22 · 23 · 24 · 25 · 26 · 27 · 28 · 29 · 30 · 31 · 32